# 剂型
剂型（英文：Dosage form）是药物制剂领域的术语，也称药物剂型或单位剂量（英文：Unit dose），是指用于上市销售的药物产品形式。剂型将活性成分和非活性成分（非活性成分也称为辅料）的特定混合物分配至一定的剂量比例，放入特定的装置中（如胶囊壳）。例如，两种药品均为阿莫西林，一种为500 mg的胶囊剂，另一种为250 mg的咀嚼片剂。单位剂量除表示剂型之外，也可表示单剂量配方制（Unit dose dispensing system，UDDS）又称单元调剂或单剂量配发药品。FDA通过单位剂量的英文“Packaging”或“Dispensing”来区分单剂量或单剂量配方制。

## 剂型局限性与给药途径
药物递送的给药途径（Route of administration，ROA) 取决于相关药物的剂型。在某些特殊医疗状况下给药途径会受限，如失去知觉或持续恶心呕吐，则无法使用口服剂型，因此同一个药品存在多种剂型供临床选择。即使用其他替代剂型进行给药，如吸入给药、含服给药、舌下给药、经鼻给药、栓剂给药或肠胃外给药等。此外，药物的某些特殊剂型是基于药物本身属性限制的考量，如较差的药物化学稳定性或药物的药代动力学因素限制等。如胰岛素迄今为止还无法进行口服给药，胰岛素作为一种多肽化合物其化学稳定性较差，如进行口服给药，胰岛素进入血液循环之前会先在胃肠道中发生化学降解而无法到达体内靶器官。类似的，扑热息痛等药物也会因口服生物利用度的不同，导致其口服剂量与静脉剂量有所区别。
口服给药因其方便、经济、安全且是非侵入式的给药途径，而比静脉注射或肌肉注射等其他给药方式更广泛的使用。口服给药通常是药物设计和药物发现中优先考虑的给药方式。但口服给药相对其他给药方式存在吸收不完全、胃肠道不稳定和肝脏首过效应等问题，因此通常在药物设计之初，就要考虑药物活性成分的胃肠道稳定性、溶解度、渗透性，以及关键的生物利用度等因素。

## 剂型分类
根据给药方法、给药途径或外观等因素，剂型分为多种类型。按外观形态，剂型可分为：液体剂型、固体剂型和半固体剂型，其典型的具体剂型如下：
- 常见的固体剂型：丸剂、片剂、胶囊剂、散剂、膜剂等
- 常见的液体剂型：饮剂或糖浆剂等
- 常见的半固体剂型：软膏剂、糊剂、浸膏剂、栓剂等

一种药品如药片、胶囊或糖浆含超过一种药物成分或活性成分，且是一种固定剂量的组合物（Fixed-dose combination，FDC），则该产品称为複方藥。在自然疗法中，制剂可采取煎剂和草本茶的形式，或前面提到的更传统的方法。
而实际用药中，更常用的分类方法是通过给药途径或给药方法进行分类，如：口服剂型，眼药剂型，注射剂型，吸入剂型等。

## 口服剂型
- 药片，如片剂或胶囊剂

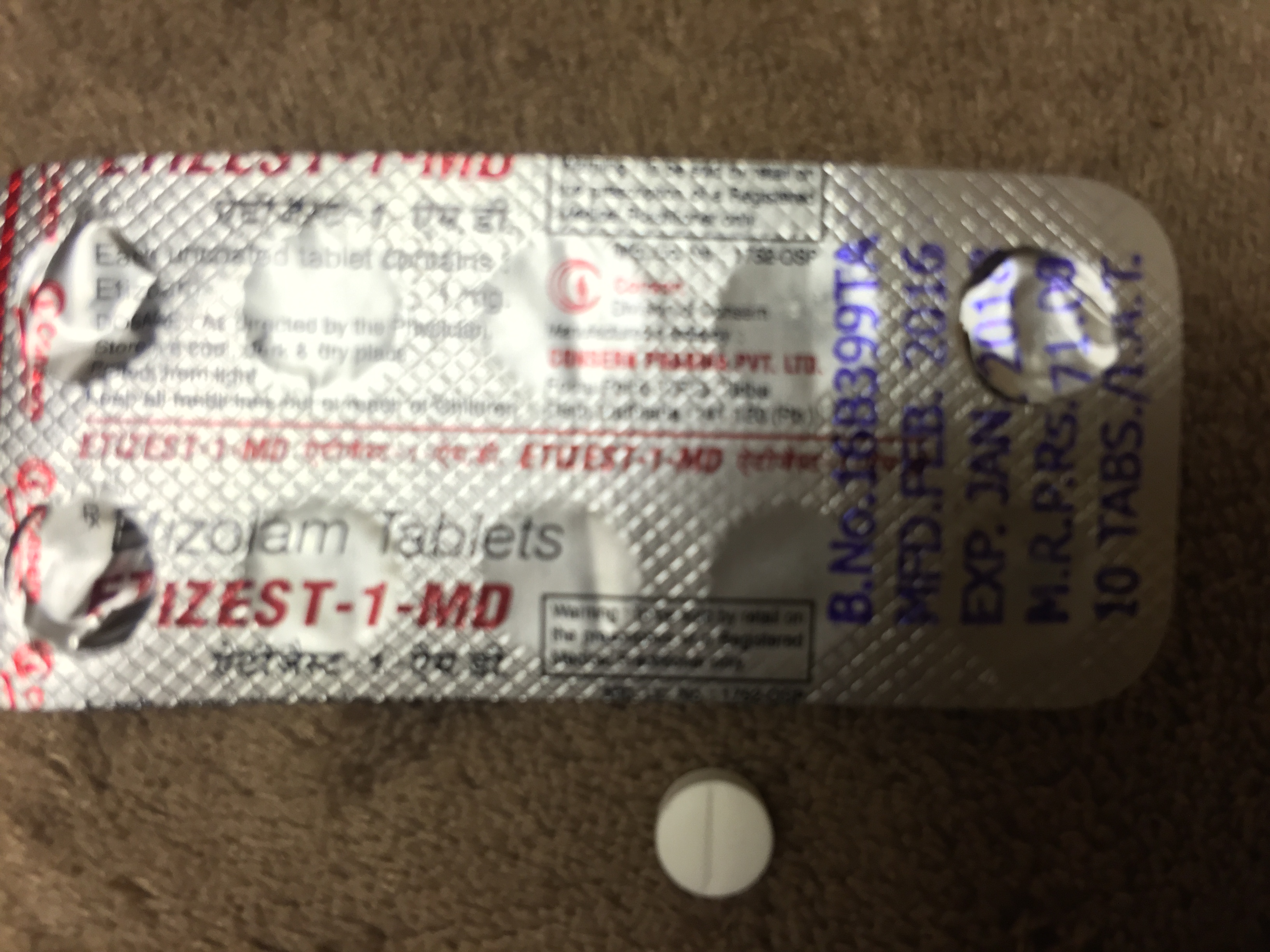
吸塑包装中的药片

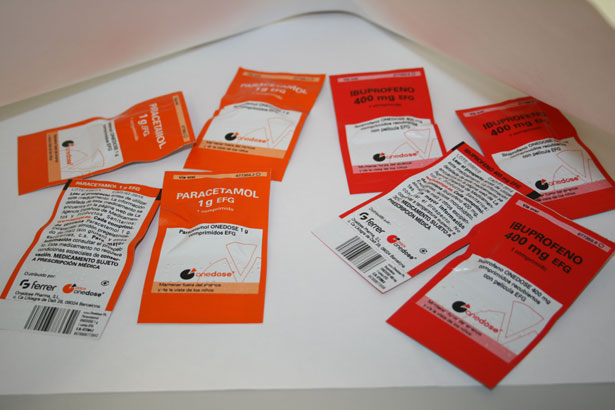
具有完整文本和条形码标识的单个单元包装

- 液体制剂，如糖浆剂（Syrups）、溶液剂、酏剂（Elixers）、乳剂和酊剂
- 液体制剂，如汤剂（或煎剂，Decoctions）和草本茶
- 口腔崩解片剂（英语：Orally disintegrating tablet）
- 锭剂（Lozenges）或糖果剂（乾药糖剂，Electuaries）[21]
- 薄膜剂（英语：Thin-film drug delivery）（Thin films，例如硝酸甘油等）可放于舌上方或下方，或贴于脸颊上给药[22]
- 粉末或泡腾片，通常被添加混合至食品中[23][24]
- 以各种方式制备的植物或种子，例如大麻食品
- 含氟牙膏等糊剂（Pastes）[25]
- 氧气等气体剂型（可以通过鼻腔递送）[15][16]

## 眼药剂型

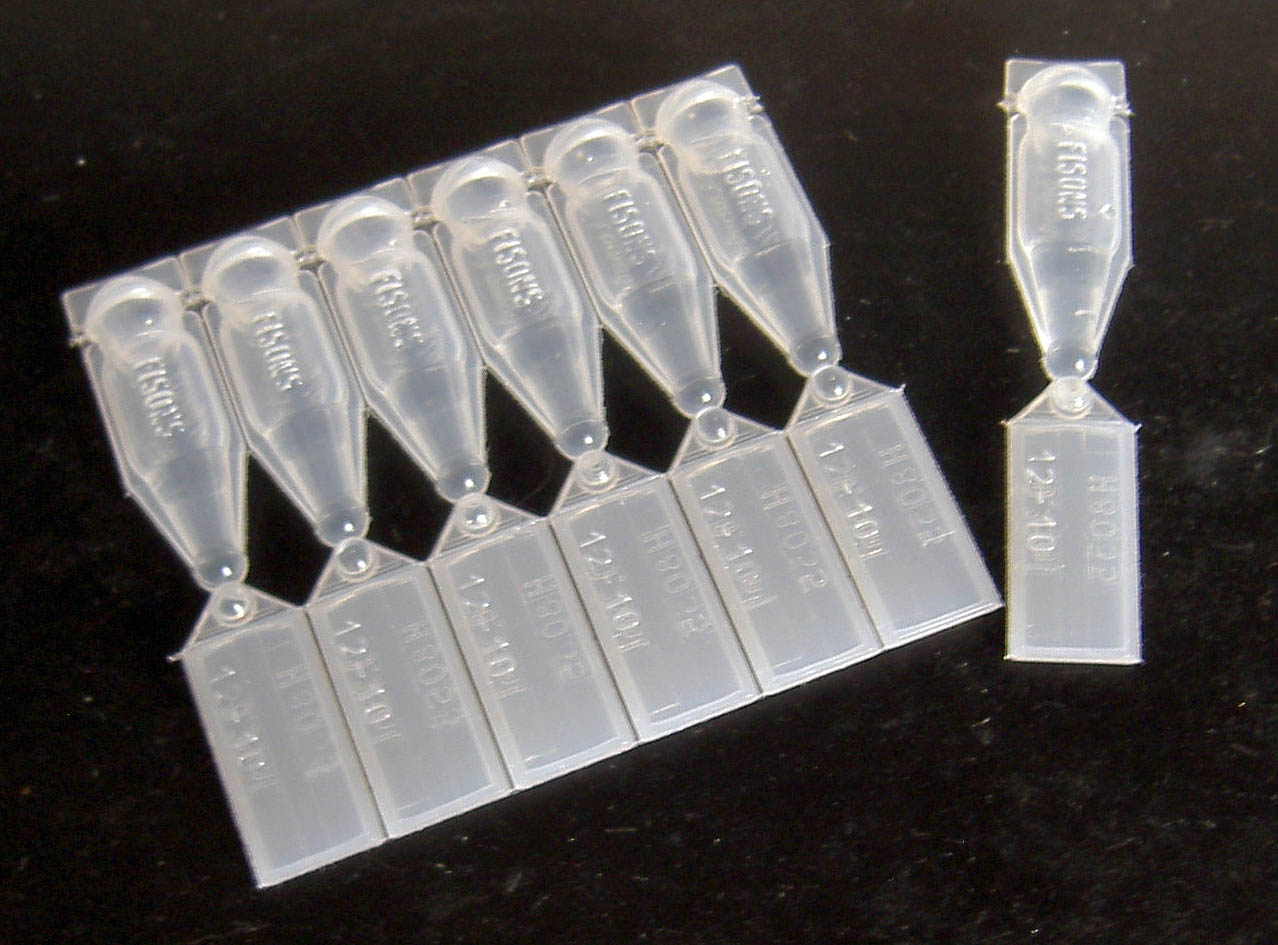
一次性滴眼液瓶

- 滴眼液剂
- 洗剂（Lotions）
- 药膏剂
- 乳剂（Emulsions）[15][16]

## 吸入剂型
- 雾化吸入剂给药（Aerosolized）[26][27]
- 干粉吸入剂（英语：Dry-powder inhaler）或定量吸入剂给药（英语：Metered-dose inhaler）
- 气雾剂给药（Nebulizer）[28]
- 烟雾剂给药
- 蒸发剂给药（英语：Vaporizer (inhalation device)）（Vaporizer）[15][16]

### 无意成分
滑石粉是一种常用于片剂的赋形剂，片剂可能会在违背医疗建议下被粉碎成粉末使用。此外，纯白色粉末形式的违禁药物通常在处理时会混入滑石粉。天然滑石粉很便宜但含有石棉，而吸入含有石棉的滑石粉被普遍认为与肺癌发生具有关联。根据美国癌症协会的报道，无石棉滑石粉是否致癌的证据还不确定。

## 注射剂

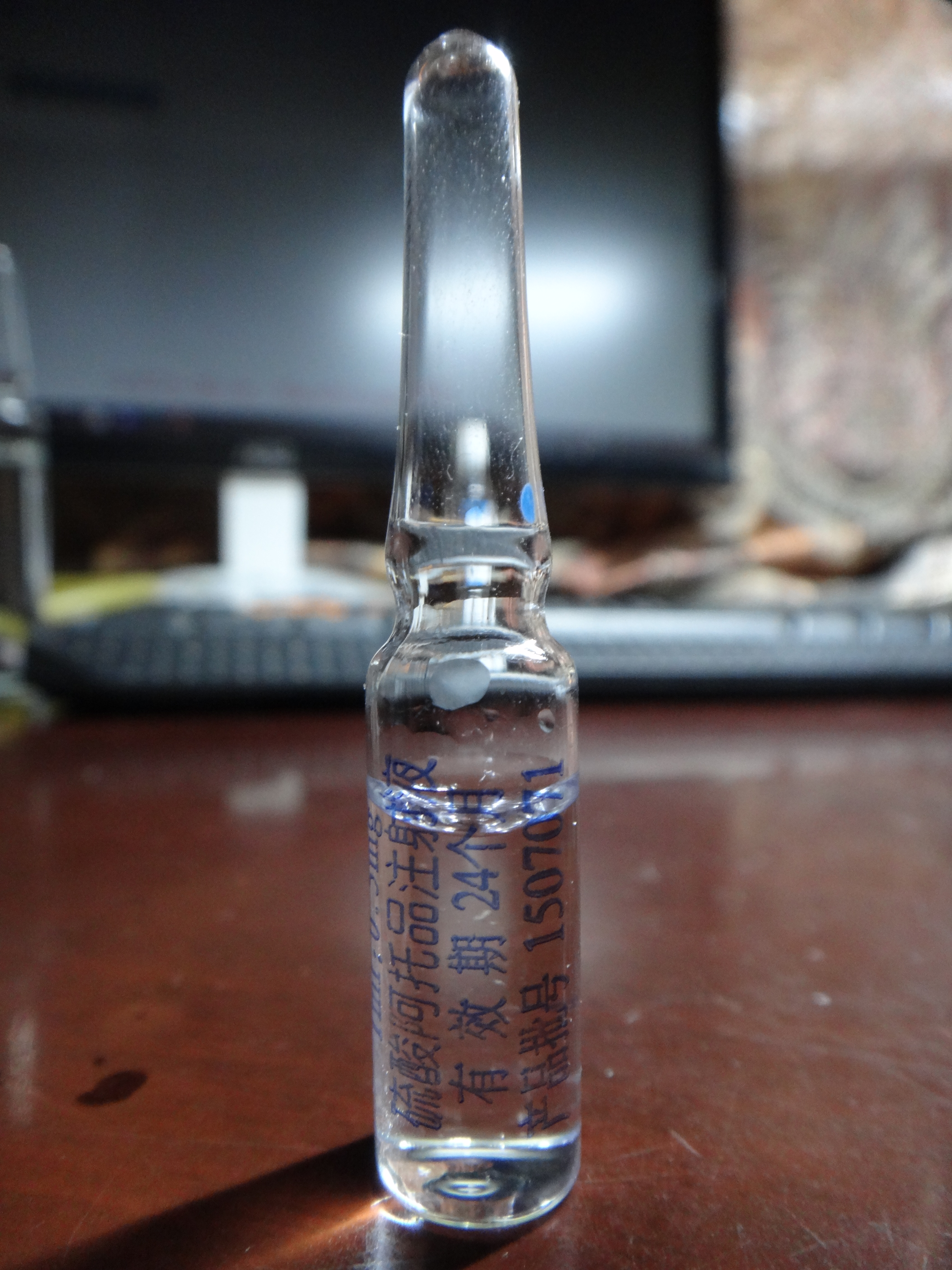
装有浓度为1mL/0.5mg阿托品注射液的安瓿

### 肠外
- 皮内给药（Intradermally，简写：ID）[32]
- 皮下给药（Subcutaneously，简写：SC）[33]
- 肌肉注射（Intramuscularly，简写：IM）[34]
- 骨内给药 （Intraossecous，简写：IO）[35]
- 腹膜内给药（Intraperitoneally，简写：IP）
- 静脉内给药（Intravenously，简写：IV）[36]
- 海绵注射给药（英语：Intracavernous injection）（Intracavernously，简写：ICI）[37][15][16]

以上剂型通常为溶液和悬浮液。

## 局部给药
- 面霜、搽剂（英语：Liniment）、香脂（如润唇膏或止汗剂和除臭剂）、乳液或软膏等
- 凝胶和水凝胶（英语：Hydrogel）
- 滴耳液（英语：Ear drop）
- 应用于皮肤的透皮贴剂（英语：Transdermal patch）和真皮贴剂（英语：Dermal patch）
- 粉末剂[15][16]

### 非预期用途
- 通过切割和称重医用皮肤贴片，因不能保证物质均匀分布在贴片表面，因此用气计算分剂量（Divided dose）是不安全的。 [38]例如，芬太尼透皮贴剂设计用于3天内缓慢释放物质。而众所周知，口服切碎的芬太尼透皮剂，会因剂量不准确导致药物过量不良反应甚至死亡。
- 使用吸墨纸将非法药物溶剂进行注射，也可因纸张表面而导致分布不均匀。[39]

## 其他剂型
- 阴道内给药[40]
  - 阴道环
  - 胶囊和片剂
  - 栓剂
- 直肠给药（肠内）（英语：Rectal administration）[41]
  - 栓剂
  - 悬浮液和溶液形式的灌肠剂
  - 凝胶剂
- 尿道给药
- 喷鼻剂给药（英语：Nasal spray）[15][16]